# Kama (dystrykt)
Kama – powiat w afgańskiej prowincji Nangarhar. Położony na wschód od Dżalalabadu. Zamieszkiwany w 100% przez Pasztunów, których jest około 88000 (2002). Centrum powiatu znajduje się w mieście Sanger Srye.